# Tremplin de Pine Mountain
Le tremplin de Pine Mountain, est un tremplin de saut à ski situé à Iron Mountain aux États-Unis.
Il a accueilli des épreuves de coupe du monde en 1996 et 2000 et reçoit plus généralement des épreuves de la coupe continentale organisées par la Fédération internationale de ski.

## Liste des records
| Année | Nom               | Longueur |
| ----- | ----------------- | -------- |
| 1939  | Bob Roecker       | 78,5 m   |
| 1941  | Alf Engen (en)    | 81,5 m   |
| 1942  | Torger Tokle      | 88,0 m   |
| 1949  | Joe Perrault      | 89,0 m   |
| 1949  | Matti Pietikäinen | 89,5 m   |
| 1949  | Joe Perrault      | 90,5 m   |
| 1961  | Jim Brennan       | 96,0 m   |
| 1962  | Pekka Tirkkinen   | 96,5 m   |

| Année | Nom                 | Longueur |
| ----- | ------------------- | -------- |
| 1965  | John Balfanz (en)   | 99,0 m   |
| 1968  | Adrian Watt (en)    | 103,0 m  |
| 1972  | Jerry Martin        | 105,0 m  |
| 1978  | Gebhard Aberer (de) | 113,0 m  |
| 1981  | Armin Kogler        | 121,5 m  |
| 1992  | Werner Schuster     | 122,0 m  |
| 1996  | Masahiko Harada     | 131,5 m  |
| 1996  | Jens Weißflog       | 131,5 m  |

| Année | Nom                     | Longueur |
| ----- | ----------------------- | -------- |
| 1996  | Masahiko Harada         | 140,0 m  |
| 2002  | Kalle Keituri           | 142,0 m  |
| 2004  | Olav Magne Dønnem       | 142,0 m  |
| 2006  | Stefan Kaiser           | 142,5 m  |
| 2009  | Lukas Müller            | 142,5 m  |
| 2009  | Stefan Thurnbichler     | 143,5 m  |
| 2009  | Erik Lyche Solheim (de) | 148,0 m  |